# Мосяков, Юрий Васильевич
Юрий Васильевич Мосяков — советский деятель госбезопасности, генерал-майор.

## Биография
Родился в 1932 году в Тюмени. Член КПСС.
Окончил Омский политехнический институт и школу КГБ № 402.
В 1953—1955 гг. — помощник мастера, мастер сборочного цеха Омского авиационного завода.
В 1957—1973 гг. — оперативный и руководящий сотрудник, заместитель начальника УКГБ по Омской области.
В 1973—1978 гг. — заместитель начальника Управления «Т» 2-го Главного управления КГБ при СМ СССР.
В 1978—1988 гг. — начальник УКГБ по Рязанской области.
В 1988—1992 гг. — начальник 4-го отдела Инспекторского управления КГБ при СМ СССР.
Делегат XXVII съезда КПСС.
Умер в 2020 году в Москве.

## Награды
- Орден Трудового Красного Знамени
- Орден Красной Звезды